# Nona Gaprindasvili
Nona Gaprindasvili (grúzul: ნონა გაფრინდაშვილი, oroszul: Но́на Тере́нтьевна Гаприндашви́ли), (Zugdidi, 1941. május 3. –) szovjet, grúz női sakkozó, a hatodik női sakkvilágbajnok (1962–1978), tizenegyszeres sakkolimpia bajnok csapatban, kilencszeres egyéni sakkolimpiai aranyérmes, a Szovjetunió ötszörös női sakkbajnoka, kétszeres Európa-kupagyőztes, négyszeres grúz bajnok, szenior világbajnok, nemzetközi sakk versenybíró, a Grúz Olimpiai Bizottság elnöke. Grúzia 20. századi történelmének legsikeresebb sportolója.
Nemzetközi nagymester 1978-tól, női nemzetközi nagymester 1976-tól.
A Nemzetközi Sakkszövetség (FIDE) női bizottságának elnöke (1980–1986). A sakk-Oscar-díj első női díjazottja (1982). 2013-ban beválasztották a World Chess Hall of Fame (Sakkhírességek Csarnoka) tagjai közé.
A Szovjetunió széthullása, Grúzia önállósulása óta politikai szerepet is vállalt. 1989–1996 között a Grúz Nemzeti Olimpiai Bizottság elnöke, majd tiszteletbeli elnöke. A Grúz Egyesült Demokrata Párt (United Democratic Georgia Party) elnöke, a „Public Assembly Initiative” csoport egyik vezetője. 2002-ben a Tbiliszi Városi Tanács tagjává választották.

## Élete és családja
Apja könyvelő volt egy műszaki iskolában, anyja háztartásbeli. A családban öt fiú és egy lánygyermeket neveltek.
5 éves korában tanult meg sakkozni, bátyjaitól lesve el a lépéseket. 13 évesen véletlenül került be a sakkéletbe. A sakkcsapatnak, amelynek első táblása egyik bátyja volt, női játékost is szerepeltetnie kellett, és – jobb híján – ő játszott, mindenki számára meglepően eredményesen, ezért klubja edzőt szerződtetett mellé. Ekkor költözött Tbiliszibe.
A Tbiliszi Pedagógiai Főiskola Idegen nyelv szakán végzett.

## Sakkpályafutása
A Tbiliszi Úttörőházban Vahtange Karszeladze (1919–1966) foglalkozott vele, akit a grúz női sakkiskola megalapítójának neveznek. 14 évesen 2. helyezést ért el Tbiliszi bajnokságán, 15 évesen Grúzia bajnoka, amely sikerét 1959-ben, 1960-ban és 1961-ben megismételte.
1960-ban a Szovjetunió bajnokságán a 4. helyen végzett, és jogot nyert arra, hogy elinduljon a világbajnokjelöltek 1961. évi versenyén, amelyet megnyert, így megmérkőzhetett a női világbajnoki címért Jelizaveta Bikovával. A mérkőzést 9–2 arányban megnyerte, és ezzel elhódította a világbajnoki címet. 1962–1978 között ő volt a sakkozás történetének hatodik női világbajnoka.
Ötszörös szovjet bajnok (1964, 1974, 1981, 1983, 1985). Mintegy 20 női nemzetközi versenyt nyert meg, és sikerrel szerepelt rangos férfitornákon is. Legnagyobb sikerét 1963/64-ben Hastingsben és 1977-ben Lone Pine-ban érte el.
Kétszer nyerte el az Európa-kupát (1969, 1972)
Kétszeres szenior világbajnok az 50+ korosztályban (1995, 2009), és 2014-ben megnyerte a 65+ korosztály szenior világbajnoki címét. Szenior Európa-bajnok (2011)
1961-ben lett női nemzetközi mester, 1962-ben a női világbajnoki címhez a Nemzetközi Sakkszövetség a nemzetközi mesteri címet adományozta neki. 1976-ban kapta meg a női nemzetközi nagymester fokozatot, és 1978-ban a nők között elsőként kapott nemzetközi nagymesteri címet.
1964-től nemzetközi versenybíróként is működött.

## Szereplései a világbajnokságokon
1961-ben megnyerte a világbajnokjelöltek versenyét, ezzel jogot szerzett arra, hogy párosmérkőzésre hívja ki a női világbajnoki cím viselőjét, Jelizaveta Bikovát. A párosmérkőzésre 1962-ben Moszkvában került sor, amelyen elsöprő arányú, 9–2-es (+7=4-0) győzelmet aratott, ezzel ő lett a sakkozás történetének hatodik női világbajnoka.
Címét négy világbajnoki cikluson keresztül sikerrel védte meg. Három alkalommal Alla Kusnyir, és egy alkalommal Nana Alekszandria ellenében.
Az 1964-es világbajnokjelölti versenyen hármas holtverseny alakult ki az élen, ezért a három versenyző között kétfordulós körmérkőzésre került sor. Ezt a körmérkőzést Alla Kusnyir nyerte, így ő mérkőzhetett meg 1965-ben a világbajnoki címért. E mérkőzésre 1965-ben Rigában került sor, és ezt Gaprindasvili 8,5–4,5 (+7=3-3)arányban nyerte.
Az 1967-es világbajnokjelölti versenyt Alla Kusnyir egyedül nyerte, így ismét megküzdhetett a női világbajnoki címért. A párosmérkőzésre 1969-ben Tbilisziben és Moszkvában került sor, amelyen ismét Gaprindasvili győzött, ezúttal 9,5–4,5 (+7=5-2) arányban.
Az 1969–1972-es világbajnoki ciklusban módosítottak a lebonyolítás rendszerén. Az indulók először zónaversenyeken mérték össze tudásukat, majd minden zónából a legjobbak jutottak be a zónaközi döntőbe. A zónaközi döntő első három helyezettje kiegészülve az előző világbajnoki döntő vesztesével 10 játszmás párosmérkőzéseken kieséses alapon döntött a kihívó személyéről. A versenysorozatból Alla Kusnyir került ki győztesen, így ő már harmadszor próbálkozhatott meg a világbajnoki cím elhódításával. A világbajnoki döntőt Gaprindasvili 8,5 – 7,5  (+5=7-4) arányban nyerte, így harmadszor is megvédte címét.
Az 1973–1975-ös világbajnoki ciklusból Nana Alekszandria került ki győztesen, ezzel jogot szerezve arra, hogy a világbajnoki címét már 13 éve viselő Gaprindasvilit ledöntse a trónról. A párosmérkőzésen a címvédő meggyőző fölénnyel 8,5–3,5 arányban győzött, ezzel továbbra is ő maradt a női sakkvilágbajnok.
Az 1976–1978-as világbajnoki ciklusban a 15 éves Maia Csiburdanidze továbbjutott a Tbilisziben rendezett zónaközi döntőből a kieséses rendszerű világbajnokjelölti párosmérkőzéses szakaszba, ahol a két zónaközi döntő első három-három helyezettje,  kiegészülve az előző világbajnoki ciklus két döntősével, küzdöttek a világbajnok kihívásának jogáért. Ezt a lehetőséget Csiburdanidze szerezte meg, így 1978-ban Tbilisziben ő mérkőzhetett meg Gaprindasvilivel. A világbajnoki döntőt az akkor 17 éves Csiburdanidze nyerte 8,5–6,5 (+4=9-2) arányban.
1980–1981-ben az előző világbajnoki döntő veszteseként közvetlenül a kieséses rendszerű párosmérkőzéses szakaszban kapcsolódhatott be a világbajnoki címért folyó versengésbe. A nyolc között 6–3-ra verte Nino Gurielit, majd a legjobb négy között 7–7 arányú döntetlent ért el – a korábban a magyar Verőci Zsuzsát búcsúztató – Nana Ioszeliani ellen. Sorsolás révén Ioszeliani jutott tovább.
Az 1982–1984-es világbajnoki ciklusban megnyerve a Bad Kissingenben rendezett zónaközi döntőt, jutott a legjobb nyolc közé, a párosmérkőzéses szakaszba. Itt az első fordulóban 6–4 arányban kikapott Irina Levityinától, aki később a világbajnok Maia Csiburdanidze kihívója lett.
1985-ben a Zeleznovodszkban rendezett világbajnokjelölti zónaközi döntőn csak a 6. helyezést érte el, így nem jutott tovább.
1987-ben ismét kvalifikálta magát a zónaközi döntőből a világbajnokjelöltek versenyére, amelyet ezúttal nem kieséses rendszerben, hanem körmérkőzéses formában bonyolítottak le a legjobb nyolc versenyző részvételével. Ezen a versenyen 1988-ban a 7. helyezést érte el.
1990-ben első helyen jutott tovább a zónaközi döntőből a világbajnokjelöltek versenyébe, . ahol a győztes, és később a női világbajnoki címet is elnyerő Hszie Csüntől 1 ponttal elmaradva az 5. helyen végzett.
1991-ben ismét első lett a Szabadkán – ezúttal svájci rendszerben megrendezett zónaközi versenyen. Az 1992-ben Sanghajban rendezett világbajnokjelölti versenyt a magyar Polgár Zsuzsa 3 pont előnnyel nyerte, Gaprindasvili a kilenc résztvevő között a 8. helyet szerezte meg.
2000-ben és 2001-ben az új rendszerű, 64-résztvevős kieséses világbajnoki versengés során mindkét alkalommal az első körben búcsúzott.

## Szereplései a sakkolimpiákon
1963 és 1992 között 12 sakkolimpián vett részt, amelyeken csapatban 11 arany és 1 ezüst, egyéniben 9 arany, 3 ezüst és 1 bronzérmet szerzett, ezzel minden idők legeredményesebb versenyzője a sakkolimpiák történetében.
| Év   | Olimpia             | Helyszín                         | Tábla | Győzelem | Vereség | Döntetlen | %    | Helyezés egyéni       | Helyezés csapat |
| 1963 | 2. női sakkolimpia  | Split ( Jugoszlávia)             | 1.    | 11       | 0       | 1         | 95,8 | Aranyérem             | Aranyérem       |
| 1966 | 3. női sakkolimpia  | Oberhausen ( NSZK)               | 1.    | 8        | 1       | 2         | 81,8 | Aranyérem             | Aranyérem       |
| 1969 | 4. női sakkolimpia  | Lublin ( Lengyelország)          | 1.    | 9        | 0       | 1         | 95   | Aranyérem             | Aranyérem       |
| 1972 | 5. női sakkolimpia  | Szkopje ( Jugoszlávia)           | 1.    | 5        | 0       | 3         | 81,3 | Aranyérem             | Aranyérem       |
| 1974 | 6. női sakkolimpia  | Medellín ( Kolumbia)             | 1.    | 8        | 0       | 4         | 83,3 | Aranyérem             | Aranyérem       |
| 1978 | 8. női sakkolimpia  | Buenos Aires ( Argentína)        | 2.    | 8        | 0       | 3         | 86,4 | Aranyérem             | Aranyérem       |
| 1980 | 9. női sakkolimpia  | La Valletta ( Málta)             | 2.    | 8        | 1       | 3         | 79,2 | Aranyérem             | Aranyérem       |
| 1982 | 10. női sakkolimpia | Luzern ( Svájc)                  | 3.    | 10       | 0       | 3         | 88,5 | Ezüstérem             | Aranyérem       |
| 1984 | 11. női sakkolimpia | Szaloniki ( Görögország)         | 3.    | 7        | 0       | 3         | 85   | Ezüstérem · Bronzérem | Aranyérem       |
| 1986 | 12. női sakkolimpia | Dubaj ( Egyesült Arab Emírségek) | 3.    | 10       | 0       | 0         | 100  | Aranyérem · Aranyérem | Aranyérem       |
| 1990 | 14. női sakkolimpia | Újvidék ( Jugoszlávia)           | 2.    | 7        | 2       | 1         | 75   | Ezüstérem             | Ezüstérem       |
| 1992 | 15. női sakkolimpia | Manila ( Fülöp-szigetek)         | 2.    | 3        | 4       | 2         | 44,4 | 42.                   | Aranyérem       |

## Kiemelkedő versenyeredményei
- 1963/64: 1. helyezés, Hastings
- 1966, 1968, 1971, 1974, 1976, 1978: 1. helyezés, Belgrád
- 1967: 1. helyezés, Kijev
- 1967/8: 3. helyezés, Göteborg
- 1975: 1. helyezés, Wijk aan Zee
- 1975: 1. helyezés, Temesvár
- 1976: 2. helyezés, Sandomierz
- 1977: 1. helyezés, Lone Pine
- 1978: 2. helyezés, Dortmund
- 1981 és 1982: 1. helyezés, Jajce
- 1982: 1. helyezés, Bad Kissingen
- 1983: 1. helyezés, Barcelona
- 1983: 1. helyezés, Reggio Emilia
- 1987: 1. helyezés, Brüsszel
- 1987: 1. helyezés, Yer
- 1987: 3. helyezés, Wijk aan zee „B”
- 1990: 1. helyezés, Genting Highlands
- 1991: 1–4. helyezés, Baden Baden
- 1991: 1–2. helyezés, Szabadka
- 1993: 1. helyezés, Reggio Emilia
- 2005: 1. helyezés, Haarlem
- 2010: 1. helyezés, Paks, Marx György emlékverseny, női nagymesterverseny

## Megjelent művei
- . Предпочитаю риск / Нона Гаприндашвили ; Лит. запись В. Васильева. — Москва : Мол. гвардия, 1977. — 191 с., 8 л. ил. ; 16 см. — (Спорт и личность ; Кн. 32).

## Díjai és kitüntetései
- ”Za trudovoje otlicsije” (За трудовое отличие) (1965)
- Lenin-rend (1966)
- Sakk Oscar-díj (1982)
- ”Znak Pocseta” (Знак Почета) (1985)

## Emlékezetes játszmái
- Gaprindasvili – Peters, Lone Pine 1977. 1–0 Az utolsó fordulóban győzni kellett
- Velimirovic-Gaprindashvili 1984 Bela Crkva 1/2–1/2 Egy hihetetlen bonyodalmakkal teli játszma
- Gaprindashvili – Shamkovich, Lone Pine, 1977 1–0

## Emlékezete
2013-ban beválasztották a World Chess Hall of Fame (Sakkhírességek csarnoka) tagjai közé. A sakkolimpiákon a nyílt és a női kategória összesítésében legjobb eredményt elért ország csapata a róla elnevezett trófeát kapja. Grúziában Nona Gaprindashvili kupa néven rendeznek sakkversenyeket.

### A populáris kultúrában
Gaprindasvili 2021 szeptemberében beperelte a Netflixet becsületsértésért, mivel A vezércsel című sorozat egyik epizódjában elhangzik, hogy Gaprindasvili „sosem állt ki férfiak ellen”, ami nem igaz, mivel 1968-ig 59 férfival mérkőzött meg. A Netflix a kereset elutasítását kérte azon az alapon, hogy a történet kitalált, a bíró azonban a felperesnek adott igazat, így a per 2022-ben folytatódik.